# کشتی احمق‌ها
کشتی احمق‌ها (به فرانسوی: La Nef des fous) اثری است در سبک فراواقع‌گرایی از هیرونیموس بوش که در بین سال‌های ۱۴۹۰ تا ۱۵۰۰ میلادی، با رنگ روغن و بر روی چوب خلق شد.
هیرونیموس بوش در این اثر، تلف‌شدن زندگی مردم، با انجام اعمالی همچون بازی ورق، مشروب‌خواری، لاس‌زدن، پرخوری و روابط جنسی را به سخره گرفته و آن عادات را «اعمال احمق‌ها» تلقی کرده است.
هم‌اکنون این اثر در موزه لوور نگهداری می‌شود.
میشل فوکو، فیلسوف فرانسوی، از این تصویر برای روی جلد کتاب تاریخ جنون استفاده کرده است.